# Jozef Serafín
Jozef Serafín (3. února 1922 Kamenná Poruba – 11. září 2006 Praha) byl slovenský voják, účastník zahraničního odboje a veterán druhé světové války.

## Život
Narodil se do rolnické rodiny jako nejstarší ze čtyř dětí. V roce 1942 byl nucen narukovat do armády. Po pětiměsíčním výcviku byl odvelen na východní frontu na území Běloruska. Později byl převelen do Itálie, kde se dostal do kontaktu s italskými partyzány a nechal se dobrovolně zajmout americkými vojáky. Jako válečný zajatec se dostal do Spojeného království, kde se zapsal do československé samostatné obrněné brigády. V jejích řadách se účastnil obléhání přístavu Dunkerque od října 1944 do května 1945.
Po návratu z války zjistil, že jeho otec zemřel při výbuchu dělostřeleckého granátu.
Po válce se oženil s Martou Márovou a pracoval jako řidič ČSAD v Litvínově. S manželkou vychovali pět dětí. Po sametové revoluci byl povýšen do hodnosti majora v.v. a vstoupil do obnovené Československé obce legionářské. Při příležitosti 60. výročí vylodění v Normandii byl francouzským prezidentem Jacquesem Chiracem vyznamenán Řádem Čestné legie V. třídy v hodnosti rytíře. Ocenění mu bylo předáno 4. června 2004 francouzským velvyslancem Joëlem de Zorzi.
Zemřel po těžké nemoci 11. září 2006 v Praze. Je pochován na Chuchelském hřbitově.
V srpnu 2015 mu byla v rodné obci odhalena pamětní deska.